# Szczuczarz
Szczuczarz (deutsch Zützer) ist ein Dorf in der Landgemeinde (Gmina) Człopa (Schloppe) im Powiat Wałecki (Deutsch Kroner Kreis) der polnischen Woiwodschaft Westpommern.

## Geographische Lage
Das Dorf liegt im Netzedistrikt des ehemaligen Westpreußen, am Großen Zützer See, etwa fünfzig Kilometer westsüdwestlich von Schneidemühl, vierzig Kilometer südwestlich von Deutsch Krone (Wałcz) und acht Kilometer südwestlich von Schloppe (Człopa).

## Geschichte

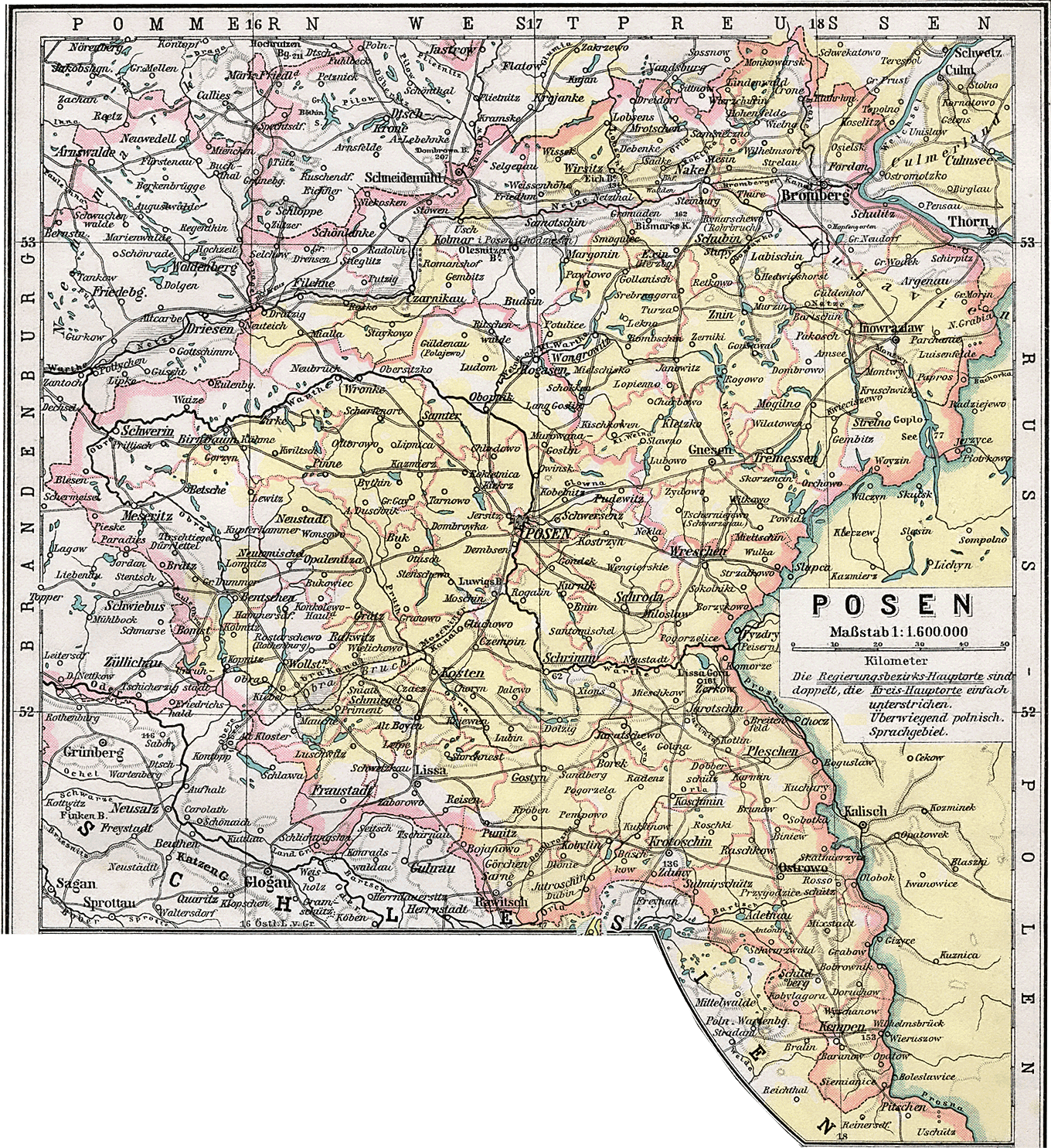
Zützer, westsüdwestlich der Stadt Schneidemühl und südwestlich der Stadt Deutsch Krone, auf einer Landkarte der Provinz Posen von 1905 (gelb markierte Flächen kennzeichnen Gebiete mit seinerzeit mehrheitlich polnischsprachiger Bevölkerung)

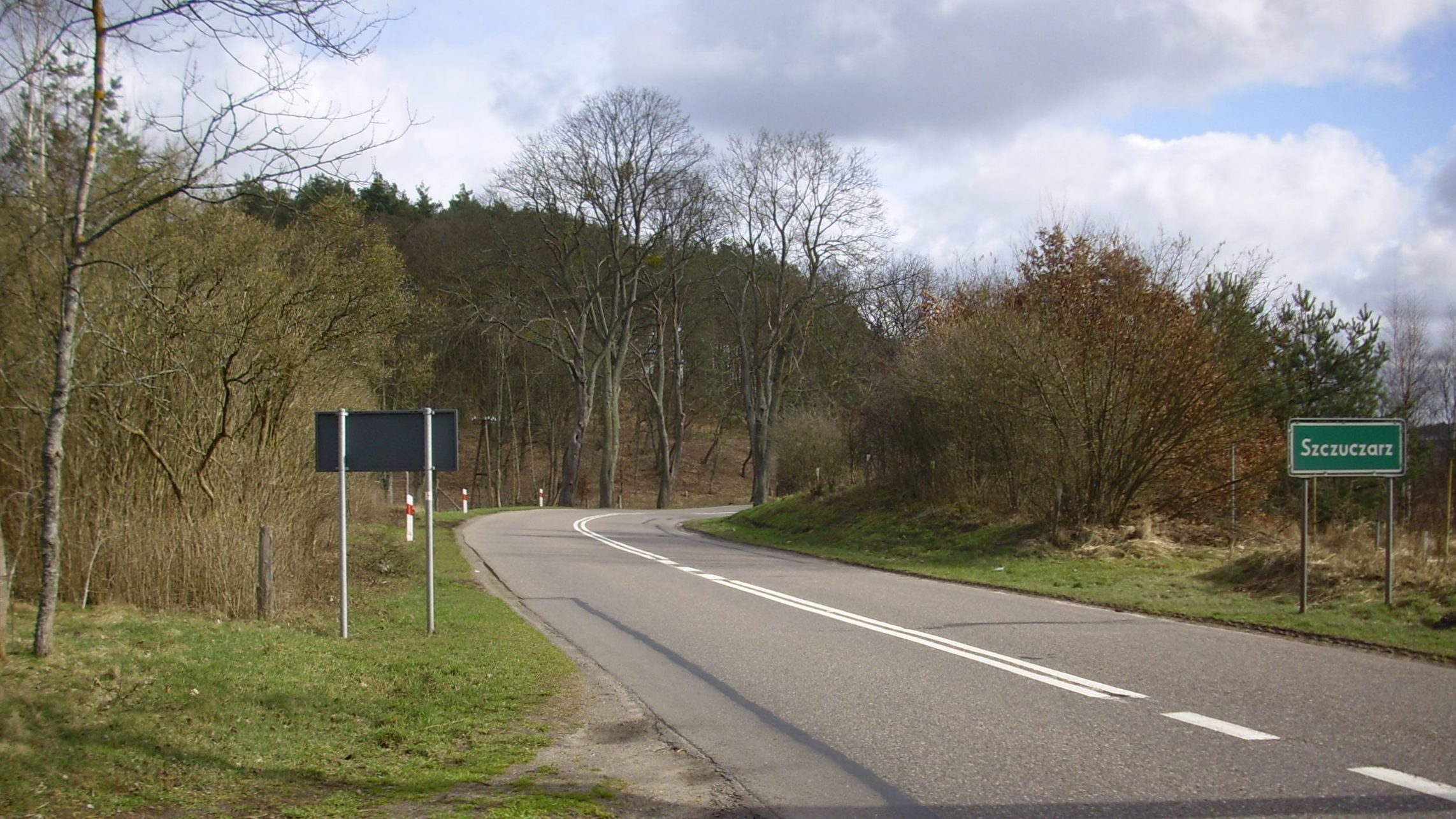
Ortseingang (Aufnahme 2008)

Die Grenzregion des Netzedistrikts, in der das Dorf liegt, hatte ursprünglich zum Herzogtum Pommern gehört, war vorübergehend unter polnische Herrschaft gelangt und dann an die Markgrafen von Brandenburg gekommen. Im Rahmen der Ersten Teilung Polen-Litauens wurde das Dorf 1772 zusammen mit dem Landkreis Deutsch Krone mit Preußen wiedervereinigt.
Ältere Ortsbezeichnungen sind Czųchowo seu Cicer (1641), Cucer (1738), Zizer (1754), neupolnisch Cice. Der Ortsname deutet darauf hin, dass sich hier einmal ein Wachtpunkt befunden hatte. Grundherr um 1783 war Baron George von der Goltz.
Um 1930 hatte die Gemeinde Zützer zwei Wohnplätze:
- Forsthaus und Waldarbeitergehöft Wachholzthal
- Zützer

Im Jahr 1945 gehörte Zützer zum Landkreis Deutsch Krone im Regierungsbezirk Grenzmark Posen-Westpreußen der preußischen Provinz Pommern des Deutschen Reichs. Zützer war Sitz des Amtsbezirks Zützer.
Im Februar 1945 wurde Zützer von der Roten Armee besetzt. Nach Beendigung der Kampfhandlungen wurde die Region seitens der sowjetischen Besatzungsmacht zusammen mit ganz Hinterpommern und der südlichen Hälfte Ostpreußens – militärische Sperrgebiete ausgenommen – der Volksrepublik Polen zur Verwaltung überlassen. Es wanderten nun Polen zu. Zützer wurde unter der polnischen Ortsbezeichnung „Szczuczarz“ verwaltet. Die einheimische Bevölkerung wurde von der polnischen Administration aus Zützer vertrieben.

### Demographie
| Jahr | Einwohner | Anmerkungen |
| ---- | --------- | --- |
| 1783 | –         | adliges Dorf und Vorwerk nebst einer evangelischen Kirche, im Netzedistrikt, Kreis Krone, 26 Feuerstellen (Haushaltungen)                                                |
| 1818 | 168       | Hauptgut, adlige Besitzung |
| 1910 | 465       | am 1. Dezember, davon 392 im Dorf (353 Evangelische, 38 Katholiken) und 173 im Gutsbezirk (143 Evangelische, 29 Katholiken; zehn Einwohner mit polnischer Muttersprache) |
| 1925 | 475       | darunter 431 Evangelische und 44 Katholiken |
| 1933 | 457       | [ 6 ] |
| 1939 | 377       | [ 6 ] |

## Kirche
Die Evangelischen des Dorfes hatten eine Filialkirche des Kirchspiels von Schloppe. Das Gotteshaus wurde ihnen 1719 von den Katholiken weggenommen, aber erst 1724 von dem Primatus regni und Erzbischof von Gnesen Szembek vollständig zerstört.
Evangelische Prediger vor 1945
- Georg Krüger, 1619 vorübergehend nach Posen verschleppt,[7] 1624 noch im Amt[1]

Die Katholiken besuchten eine katholische Kirche in Schloppe.